# 強いイスラエル
強いイスラエル（ヘブライ語:עוצמה לישראל オツマー・レ＝イスラエル 英語: Otzma LeYisrael)）はイスラエルの極右政党であった。2012年11月13日に結党。党首はミハエル・ベン＝アリとアリエ・エルダドが共同で務めていた。現在はユダヤの力 (ヘブライ語: עוֹצְמָה יְהוּדִית オツマ・イェフディート 英語: Otzma Yehudit)という名称の極右政党であり、カハネ主義および反アラブ主義とみなされている。ミハエル・ベン＝アリとアリエ・エルダドは2013年のイスラエル議会総選挙に向けて国家統一党から脱退し、新しい政党を結成した。
ユダヤの力(オツマ・イェフディート)は、カハ党のイデオロギーの継承者である。同党は「イスラエルの敵」だと考える者を国外追放することを提唱しており、指導者のイタマル・ベン-グヴィルは本来のカハ運動と関係を持っていた。ただし、ベングヴィルは、現在は全てのアラブ人をイスラエルから国外追放することには同意しない、との立場を表明している。
同党は、2013年には第19回クネセト選挙を単独で戦い、議席を獲得できる3.25%以上の得票数が得られなかった。2015年には第20回クネセト選挙をユダヤ教の超正統派政党であるヤチャダの合同名簿の一部として戦った。この政党連合ヤチャダ全体としての得票数が閾値に千票ほど足りず、議席は獲得できなかった。2019年4月の第21回クネセト選挙では、同党はユダヤ人の家とともに右翼政党連合の一部として戦ったが、それはナフタリ・ベネットが2018年12月にユダヤ人の家の党首を辞めて離党して新右翼党を設立したあとのことだった。右翼政党連合は議席獲得の閾値を超える得票を集め、5議席を獲得した。ユダヤの力の代表の1人であるミハエル・ベン＝アリはこの合同比例名簿の5位だったが、裁判所はのベン＝アリの立候補を禁じており、また、ベングヴィルはこの比例名簿での順位がベン＝アリの分を繰り上げても7位だったため、議席獲得はならなかった。また、この政党連合URWPはネタニヤフ政権に参加し、その議員が入閣して「ノルウェー法」を使って議席を譲る協定を結んでいて、ベングヴィルは繰り上げ当選する予定だったが、この協定は反故にされて、ユダヤの力は政党連合URWPを離脱した。また、この選挙の結果では新政権は発足しなかった。ミハエル・ベン＝アリが禁じられた後は、ベングヴィルが党の指導者に任命された。
同党は2019年9月の第22回イスラエル議会総選挙では複数の世論調査の時点では得票数が閾値を超えないだろうと予測されていたが単独で戦い、得票数は1.88%になり議席を得られなかった。2020年の第23回イスラエル議会総選挙に向けて、同党はユダヤ人の家と「ユダヤ人の家連合」を形成して臨むことに同意していたにもかかわらず、ユダヤ人の家、新右翼およびトゥクマが再結成したヤミナには参加できず、単独で選挙戦に臨むことになった。

## 経緯
アリエ・エルダドは2003年のイスラエル議会総選挙で国家統一党所属として初めてクネセトメンバーに選ばれた。2007年11月には、アリエ・エルダドは新しく世俗的な極右政党を結党し、ハティクヴァと命名した。最終的に、ハティクヴァは国家統一党の一部として2009年の選挙戦を行い、アリエ・エルダドは彼の議席を維持した。ミハエル・ベン＝アリは2003年のイスラエル議会総選挙を、政党へルート(国民運動)から出馬して落選し、2006年のイスラエル議会総選挙ではユダヤ国民戦戦から出馬した。両方とも党は議席獲得の閾値を超えることができなかった。2009年の第18回イスラエル議会総選挙に向けて、ユダヤ国民戦戦は、カハおよびカハネ・ハイの活動家、バールーフ・マーゼルに率いられていたが、チャバドのラビ、シャロム・ドヴ・ウォルポによって結党された新しい政党であるエレツ・イスラエル・シェラヌと連立した。両党の合同名簿は国家統一党の一部として選挙戦を行うことになり、代表的であるミハエル・ベン＝アリは名簿の第4列目を獲得した。国家統一党は4議席を獲得し、ミハエル・ベン＝アリはクネセトのメンバーに当選した。
アリエ・エルダドは世俗派の強硬派で、ミハエル・ベン＝アリは正統派ユダヤ教で以前はカハの活動家であったが、国家統一党内部において何ヶ月にもわたり、同党が予備選挙を続けるべきかどうかをめぐっての内部抗争を行った後で、2013年のイスラエル議会総選挙の前の2012年10月に新しい「強いイスラエル」を結党することを決定した。アリエ・エルダドは党の名簿の先頭に選ばれ、次にミハエル・ベン＝アリとバールーフ・マーゼルが続いた：同党は2013年11月に公式に国家統一党から分離して形成された。同党は反同化グループのレハヴァと提携し、また事務所を共有しており、その責任者のベンツィ・ゴプシュタインが同党の党員であった。レハヴァと「ユダヤの力」の事務所は2014年に捜査を受けた。同党の党歌は「ジングル・強いイスラエル(オツマ・レイスラエル」であった。
同党の結党記者会見にはイスラエル国内では著名なカハネ主義者であるバールーフ・マーゼル、ベングヴィルらも参加した。
2012年12月13日、イスラエルの選挙管理委員会は人種差別政党であるとしてこの政党のキャンペーンCMを禁止した。
2013年1月22日の第19回クネセト選挙から2020年3月の第23回クネセト選挙では、議席を獲得できるだけの得票を得られなかった。
2021年の第24回イスラエル議会総選挙では、ユダヤの力は宗教シオニスト党およびノアムとの合同名簿(政党連合・選挙同盟)に参加することになったが、それはリクードを率いるネタニヤフが、パートナーである宗教シオニズム勢力を強化するために根回しした結果であった。この選挙で、この合同名簿は6議席分の票を獲得した。この政党連合の比例名簿の上位6人のうち宗教シオニスト党は4人、ユダヤの力(オツマ・イェフディット)は1人、ノアムは1人だった。政党「ユダヤの力(オツマ・イェフディット)」はクネセトに議席を持つ政党になった。
2022年11月1日の第25回イスラエル議会総選挙において、宗教シオニスト党、ノアム、オツマ・イェフディットの連合は、得票数が前回の2倍以上になり14議席を獲得し、クネセトで3番目に多い連合になった。この政党連合の比例名簿の上位14人のうち宗教シオニスト党は7人、オツマ・イェフディットは6人、ノアムは1人だった。11月20日に宗教シオニスト党、ノアム、オツマ・イェフディットの連合は解消された。12月に成立した第6次ネタニヤフ内閣(第37代政府)で、この3党は連立政権の一部になった。
2025年1月19日、ガザ地区でのハマースとの停戦合意に反発し、ネタニヤフ連立政権から離脱した。しかしネタニヤフ政権がガザ地区への大規模攻撃を行ったことを踏まえ3月19日には政権に復帰し、ベングヴィルも国家安全保障大臣に復帰した。3月31日には宗教シオニスト党党首で財務大臣を務めるベザレル・スモトリッチが、ベングヴィルが閣僚ポストを要求したことに抗議するためとして大臣を辞任すると表明した。

## イデオロギー
同党は宗教シオニズム、カハネ主義、超民族主義、反アラブ主義および極右と見なされている。そして、人種差別主義者だとも見なされていた。しかし同党はこれについては反論している。
ユダヤの力は二国家解決案には反対であり、ヨルダン川西岸地区の併合を含む、ヨルダン川から地中海までの範囲における完全なイスラエルの領土化を提唱している。同党はパレスチナ国の建国には反対であり、オスロ合意の破棄を対象しており、神殿の丘におけるイスラエルの主権をも提唱している。
同党は全ての小学校において「生徒のユダヤ人としてのアイデンティティを深めるために」ユダヤ人の歴史の教育に重点を置くことを提唱している同党は、ユダヤ人の入植を停止し、テロリストを釈放し、パレスチナ自治政府と交渉することに反対している同党は、「アラブ過激派」の国外追放を提唱している。2019年2月24日に、党のメンバーであるイタマル・ベン-グヴィルは「イスラエルに忠実でないイスラエルのアラブ系市民」を追放するよう呼びかけた。2022年に指導者ベングヴィルは、アラブ系政党の連帯リストの議長であるアイマン・オーデおよび反シオニストの「ネトゥレイ・カルタ」のセクトを「列車に乗せて」国外追放することを承認した。2022年の選挙キャンペーンにおいて、彼は、全ての兵士はためらうことがないようにあらかじめ免責されるべきだと提唱した。彼の党が国外追放を提唱する一方で、ベングヴィルは、彼が若い時に「全てのイスラエルのアラブ系市民」を国外追放すべきだとの立場であったことは間違いだったと述べた。
同党は、経済政策として「ユダヤ式資本主義」と呼ぶものを提唱しており、それによって「数十億シェケルを敵の排除のための防衛予算から節約することができ」、その予算をインフラ登場に回し、官僚や規制を減らし、また「人口問題」に予算を割り当てることができると主張している。同党はまた、高齢者や障害者への福祉を支持し、中絶に反対している。同党はまた、イスラエル国防軍の交戦規定を緩和することを支持している。ユダヤ人の家との連立の一部として、同党はユダヤ人入植者のパレスチナ人への襲撃に厳しい対応を取る政策 に反対している。

## 選挙キャンペーン
2012年12月に、ミハエル・ベン＝アリは2013年のイスラエル議会総選挙のキャンペーンのスローガンを発表した；「義務なくして権利なし」同党は議席獲得の閾値に達する得票数を得られなかった。 

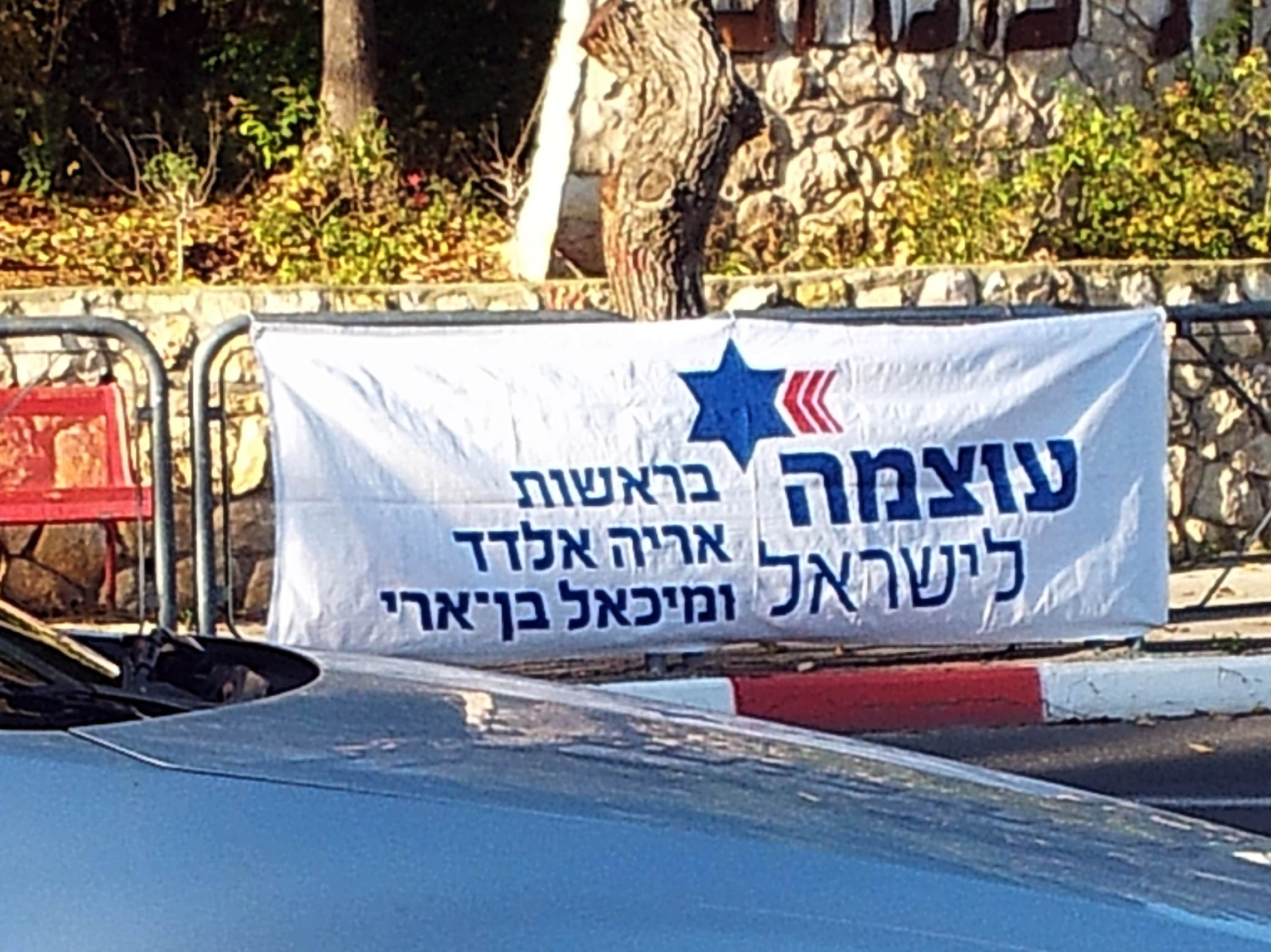
オツマ・レイスラエルの2013年イスラエル議会総選挙のキャンペーンのバナー

2014年には、ユダヤの力(オツマ・イェフディート)の事務所が家宅捜索を受けたが、それは反同化主義の組織レハヴァと事務所を強要していたためだった。この年には同等は2015年の第20回イスラエル議会総選挙に出馬すると発表した。スローガンは「右派の方はユダヤの力に！自治区？ニ国家共存？それならメレツへどうぞ。一国家-ユダヤの力！」。
2015年には、同党はヤチャドとの合同名簿のもとで第20回イスラエル議会総選挙戦を戦うことを決めた。この合同名簿の中ではバールーフ・マーゼルが唯一のユダヤの力の候補だった。その背景には、もし両党が合同名簿を作成して選挙に臨んで、そして失敗した場合、右翼の連立をリスクに晒す、という懸念をヤチャドが示したことによる論争があった。選挙の前には、合同名簿から5議席は獲得できるだろうという推測があった。それにもかかわらず、ヤチャドは125,106票(2.97%)を獲得しただけであり、クネセトで議席を獲得するのに必要な3.25%の閾値には届かなかった。超正統派 (ユダヤ教)の正統派シャスのメンバーはヤチャドの投票用紙に関する不正を非難したが、同様にヤチャドの投票者を引っかかるためのお飾りの政党としてユダヤの力を祭り上げていた。
選挙後には、同党は新たな代替メディアを設立すると発表した。ミハエル・ベン＝アリもまた、議会外での活動に焦点を移すか、次の選挙に向けて計画を立てるか不透明である、と言った。
2018年11月には、同党は2019年4月の第21回イスラエル議会総選挙に出馬するつもりだと発表した。彼らはまた選挙キャンペーンのためのクラウドファンディングのサイトを立ち上げた。クラウドファンディングの結果、同党は820,000新シェケルを獲得した。ナフタリ・ベネットがユダヤ人の家を離党し、政党新右翼を立ち上げると発表した後で、ユダヤの力はベザレル・スモトリッチとエリ・イシャイに声をかけて、2019年のイスラエル議会総選挙に向けて正統派ユダヤ教で民族主義の連立を作ろうとした。
2019年1月には、同党はトゥクマと連立するための協議に入った。。同年2月には、イスラエルの首相であるベンヤミン・ネタニヤフがユダヤの力にアプローチして、トゥクマおよびユダヤ人の家との合同名簿を作成して選挙戦を戦おうとしたが、クネセトの野党から批判を受けた。トゥクマの議長であるベザレル・スモトリッチは、ベンヤミン・ネタニヤフの党であるリクードはユダヤの力と一緒になるべきだ、と応じた。トゥクマとの交渉は2019年2月11日に終了した、そしてユダヤの力は代わりに別の政党と連立して選挙戦に臨むと示唆した。2019年2月20日には、ユダヤの力とユダヤ人の家は、連立においてユダヤの力に合同名簿の５列目と８列目を与えるとする内容で合意した。2019年2月21日には、同党は合同名簿に載せるのはミハエル・ベン＝アリおよびイタマル・ベン-グヴィルであると発表した。2019年3月17日には、ミハエル・ベン＝アリが2019年4月の第21回イスラエル議会総選挙への出馬を禁止された。それに対してミハエル・ベン＝アリはこう述べた。「我々は勝つ。これで終わりではない… 我々は司法の「軍事政権」を終わらせる。」。
首相であるベンヤミン・ネタニヤフがユダヤ人の家との合意を仲介したことは広く批判を受けた。アメリカ・イスラエル公共問題委員会(AIPAC)およびアメリカユダヤ人委員会はあらかじめ釘を刺して、もしユダヤの力が内閣入りすることがあっても会談するつもりはない、と発表した。アメリカ・イスラエル公共問題委員会(AIPAC)は、「AIPACは長らくこの人種差別主義者で非難すべきグループのメンバーとは面談しない、という方針をとってきた、と言及した。
2019年6月25日には、ユダヤの力は右翼政党連合(URWP)から離脱した。引き続いて、同党は2019年9月の第22回イスラエル議会総選挙に向けて、元リクードのクネセトメンバーであるオーレン・ハザン、ゼフートの指導者モーシェ・フェイグリン、および新右翼の指導者アイェレト・シャキドとの連立を議論していると報じられた。はじめに政党ノアムとの連立に参加することになっていたにもかかわらず、この２つの党はユダヤの力が世俗派の候補を立てるべきとの主張をめぐって離脱し、ユダヤの力は単独で選挙戦を戦うことを選択した。
2019年8月21日には、ユダヤの力とリクードは最高裁判所にアラブ系政党の共同リストが第22回イスラエル議会総選挙に参加するのを禁じるよう陳情を提出したが、認められなかった。
2019年8月25日には、最高裁判所はユダヤの力から出馬予定の候補者であったバールーフ・マーゼルおよびベン-ツィオン・ゴプスタインの第22回イスラエル議会総選挙への出馬を禁止した。
2019年8月26日には、リクードを代表してナタン・エシェルがイタマル・ベン-グヴィルと面会し、右翼の票を死票にしないために、議席を獲得できない程度の得票数が予想されているユダヤの力に選挙戦から離脱することを勧めた。これについてベングヴィルはリクードはこの面会でユダヤの力に選挙戦への支援を要求したと主張し、ユダヤの力の協力がなければネタニヤフは議会の多数派になることができないだろうと話した。
2019年12月20日には、ユダヤの力とユダヤ人の家とは、次の第23回イスラエル議会総選挙で合同名簿を作成し、「統合ユダヤの家」として選挙戦を戦うことで合意した。2020年1月15日には、新右翼、トゥクマ、ユダヤ人の家は合同でヤミナを形成したが、ユダヤの力は合同名簿には入らなかった。
2021年1月31日には、第24回イスラエル議会総選挙に向けてユダヤの力はノアムと合同名簿を作成した。ベングヴィルとノアムの指導者であるアヴィ・マオツはユダヤの家と宗教シオニスト党とも合同名簿を作成しようと主張した。宗教シオニスト党は同年2月3日にこれに合意した。
2022年の第25回イスラエル議会総選挙に向けて、ユダヤの力は世論調査で支持が増加したため、宗教シオニスト党の合同名簿の中に載せる代表者名を増やそうと求めた。しかし宗教シオニスト党の代表ベザレル・スモトリッチは名簿の中に7名の代表を入れる提案を否定し、ベングヴィルに単独で選挙戦を行うよう発表するよう勧めた。これを受けて野党の指導的立場にあったベンヤミン・ネタニヤフは右翼票が失われて議席獲得閾値に達しなくなることを避けるために再度合同名簿を作成するよう公に勧めた。はじめの分裂の後で、ユダヤの力は世論調査で宗教シオニスト党を上回る支持率を獲得し続けており、ベンヤミン・ネタニヤフの呼びかけの後で、ユダヤの力は、公式に持ち回り名簿を提案し、ベザレル・スモトリッチをリーダーとし、他の全ての議席をユダヤの力に回すよう求めた。同党はまた元モサド長官であるダニヴ・ヤトムが設立した「C.I.Yグローバル」という政治キャンペーン会社を雇い、選挙キャンペーンに活用した。ユダヤの力と宗教シオニスト党は再び連立を組み、さらにノアムからの候補者も1人加えたが、それは選挙名簿提出の締め切り直前のことであった。

## 歴史

### 2016年
2016年1月、ユダヤの力はイスラエル北部の村であるアラからアルアラまでの行進を組織した。この行進の出発点となった村であるアラは、テルアビブでの襲撃事件に責任のあるテロリストで、アラブ系イスラエル人のナシャト・メルハムの出身地のであったためである。最初は行進許可の申請は認められなかった。しかし、最高裁判所へのアピールの後で、警察の指示に従う事を条件に、行進の申請が認められた。

## 選挙結果
| 選挙           | 党首                    | 得票数                             | %                                  | 議席    | +/– | 地位               |
| -------------- | ----------------------- | ---------------------------------- | ---------------------------------- | ------- | --- | ------------------ |
| 2013           | アリエ・エルダド        | 64,782                             | 1.76                               | 0 / 120 | 2   | 議席を持たない政党 |
| 2015           | ミハエル・ベン＝アリ    | Yachadを構成する政党のひとつとして | Yachadを構成する政党のひとつとして | 0 / 120 | –   | 議席を持たない政党 |
| April 2019     | ミハエル・ベン＝アリ    | URWPを構成する政党のひとつとして   | URWPを構成する政党のひとつとして   | 0 / 120 | –   | 議席を持たない政党 |
| September 2019 | イタマル・ベン-グヴィル | 83,609                             | 1.88                               | 0 / 120 | –   | 議席を持たない政党 |
| 2020           | イタマル・ベン-グヴィル | 19,402                             | 0.42                               | 0 / 120 | –   | 議席を持たない政党 |
| 2021           | イタマル・ベン-グヴィル | RZPを構成する政党のひとつとして    | RZPを構成する政党のひとつとして    | 1 / 120 | 1   | 野党               |
| 2022           | イタマル・ベン-グヴィル | RZPを構成する政党のひとつとして    | RZPを構成する政党のひとつとして    | 6 / 120 | 5   | 与党               |